# مرسر (حوزه سرشماری)، ویسکانسین
مرسر (به انگلیسی: Mercer) یک منطقهٔ مسکونی در ایالات متحده آمریکا است که در مرسر واقع شده‌است. مرسر ۵۱۶ نفر جمعیت دارد و ۴۸۷٫۹۹ متر بالاتر از سطح دریا واقع شده‌است.